# 골든 리트리버

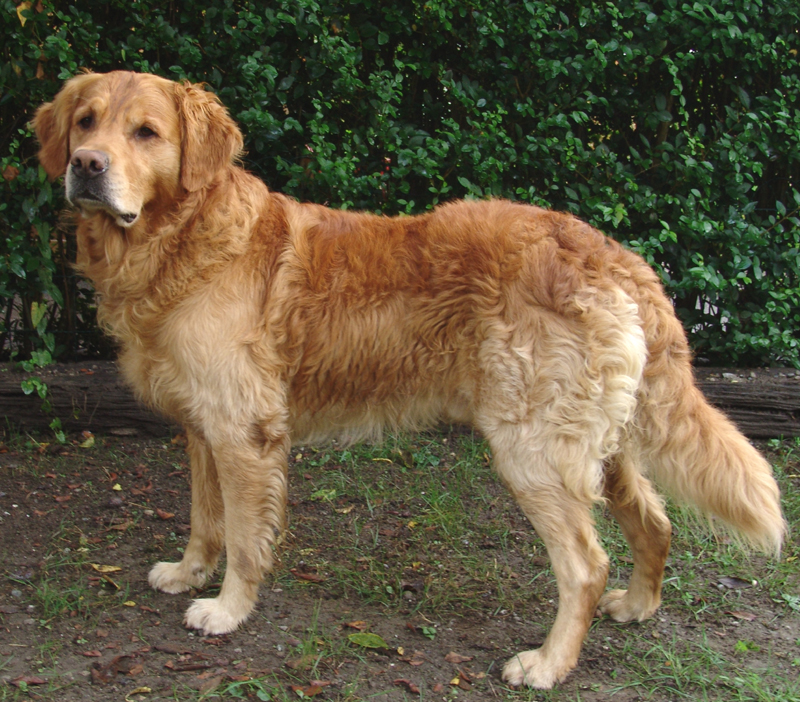
골든 리트리버의 모습.

골든 리트리버(영어: Golden Retriever)는 개의 품종 중 하나로, 골든 리트리버의 원산지는 영국의 스코틀랜드이다.
또한 골든 리트리버는 근육질의 몸에 건강하고 산뜻한 느낌을 준다. 금색의 윤기나는 털을 가지고 있는데, 속털은 방수성이고 겉털은 탄력성이 있다. 잡은 사냥감을 찾아오도록 훈련되었다. 겉털과 속털은 추위와 물로부터 몸을 보호해 주어 물 속의 사냥감을 잘 물어 온다. 수영을 잘하고 냄새를 잘 맡으며 쉽게 훈련시킬 수 있다. 몸집이 크지만 대소변을 가리면 집안에서도 키울 수 있다. 단지 너무 살이 찌지 않도록 성장기에 체중 관리를 해 주어야 한다. 장모지만 털빠짐이 매우 심한 견종이다.
골든 리트리버는 크림색과 골드색을 가진 아이들로 나뉘는데, 이 중에서 크림색은 보통 영국에서 온 강아지를, 골드색은 보통 미국에서 온 골든 리트리버이다.
사람을 좋아하고 잘 따르며, 온순한 성품을 지니고 있다. 그래서 다른 견종에 비해 훈련이 쉬운 편이다. 사회성이 좋아 어린아이들에게도 관대하여 외국에서는 자폐 아동의 사회성 육성에 이용되고 국내에서는 안내견으로서 활용된다.
잘 걸리는 질병은 신장암이 있으며, 그 외에도 고관절 형성부전, 심근증, 아토피성 피부염, 백내장, 갑상선 기능저하증에 취약하며 래브라도 리트리버처럼 발모양이 오리발처럼 생겼다.

## 같이 보기
- 래브라도 리트리버
- 사자